# پاتنا شوکلا
پاتنا شوکلا (به انگلیسی: Patna Shuklla) فیلم هندی درام حقوقی زبان هندی است که در سال ۲۰۲۴ به نمایش درآمد، کارگردان آن ویوِک بوداکوتی بود و تهیه‌کنندگی فیلم را ارباز خان برای دیزنی پلاس هات‌استار انجام داد. در این فیلم راوینا تاندون، ماناو ویج، چاندان روی سانیال، ساتیش کاوشیک، انوشکا کاوشیک، جاتین گوسوامی و برخی دیگر به ایفای نقش می‌پردازند. فیلم در روز ۲۹ مارس ۲۰۲۴ به نمایش درآمد و نقدهای منفی منتقدان را دریافت کرد.